# Peter Haskell
Peter Abraham Haskell (ur. 15 października 1934 w Bostonie, zm. 12 kwietnia 2010 w Northridge) – amerykański aktor, który pracował głównie w telewizji.

## Życiorys
Urodził się w Bostonie w Massachusetts jako syn Rose Veroniki (z domu Golden) i doktora Normana Abrahama Haskella, wybitnego naukowca geofizyka. Uczęszczał do Buckingham Browne & Nichols School w Cambridge w Massachusetts, a później uzyskał tytuł licencjata z literatury angielskiej na Uniwersytecie Harvarda po dwuletnim pobycie w United States Army, gdzie awansował do stopnia szeregowego pierwszej klasy. 
Jeszcze podczas nauki wystąpił na scenie Loeb Drama Center w Cambridge w Massachusetts jako Flamineo w przedstawieniu Johna Webstera Biały diabeł (1961) i w roli Alcesta w komedii Moliera Mizantrop (1962). Plan Haskella dotyczący studiów w Columbia Law School został pokrzyżowany, gdy w 1963 został obsadzony w roli Marka Worthmore’a w off-Broadwayowskiej sztuce The Love Nest z Jamesem Earlem Jonesem i Sally Kirkland. Zadebiutował na ekranie w roli Shema w dramacie Fragmenty dzieła „Finneganów tren” Jamesa Joyce’a (Passages from Finnegan’s Wake, 1963), a swój pierwszy występ telewizyjny jako Slim Kennedy miał w serialu Dni Doliny Śmierci (Death Valley Days, 1964). 
27 lutego 1960 zawarł związek małżeński z Annie Compton, z którą się rozwiódł w marcu 1974. 26 października 1974 poślubił Dianne „Crickett” Tolmich, z którą miał syna Jasona i córkę Audrę. Haskell był episkopałem i przez całe życie liberalnym demokratą. Zmarł 12 kwietnia 2010 w Northridge w wieku 75 lat.

## Filmografia

### Filmy
- 1974: Christina jako Simon Bruce
- 1979: Fantastyczna siódemka (The Fantastic Seven, TV) jako Phil Samson
- 1979: Przezwyciężyć siebie (The Cracker Factory, TV) jako Charlie Barrett
- 1990: Powrót laleczki Chucky jako pan Sullivan
- 1991: Laleczka Chucky 3 jako Sullivan
- 1992: Morderczy romans (A Murderous Affair: The Carolyn Warmus Story, TV) jako Tom Warmus
- 1993: Wojny robotów (Robot Wars) jako Rooney
- 2008: Seks i kłamstwa w mieście grzechu (Sex and Lies in Sin City, TV) jako Ian Miller

### Seriale
- 1965: Doktor Kildare jako Paul Williams
- 1965: Ścigany jako Bob Sterne
- 1968: Lassie jako Chuck Conroy
- 1970: Julia jako Kevin Grant
- 1971: McCloud jako Richard Stevens
- 1972: Mission: Impossible jako Gordon Holt
- 1973: Barnaby Jones jako Tony Neill
- 1973: Hawaii Five-O jako Art Walker
- 1975: Ulice San Francisco jako dr William Fitzpatrick 'Bill' Dunson / James Cooper
- 1976: Barnaby Jones jako Jack Arno / Frank Miller
- 1976–1977: Pogoda dla bogaczy jako Charles Estep
- 1977: Aniołki Charliego jako Doug O’Neal
- 1978: Fantastyczna wyspa (Fantasy Island) jako James Defoe
- 1979: Shirley jako Jake Miller
- 1980: Barnaby Jones jako Steven McCarthy / Frank Winslow
- 1981: Statek miłości jako Wendell Carson
- 1982–1983: Ryan’s Hope jako Hollis Kirkland III
- 1983–1985: Search for Tomorrow jako Lloyd Kendall
- 1985: Drużyna A jako Warden Crichton
- 1986: Napisała: Morderstwo - odc. Corned Beef and Carnage  jako Leland Biddle
- 1986: Alfred Hitchcock przedstawia jako Paul Foley
- 1986: MacGyver jako pułkownik Woodward
- 1987: Dynastia Colbych jako dr Bill Banks
- 1989: Gliniarz i prokurator jako Benjamin Thorne
- 1989: Christine Cromwell jako Hayes Thorogood
- 1989: Napisała: Morderstwo - odc. Truck Stop jako Terence Locke
- 1990: Matlock jako senator Peter Dolan
- 1991: Columbo jako Budd Clarke
- 1991: Matlock jako Emcee Dennis Blake
- 1997: Diagnoza morderstwo jako sędzia M. Phillip Shepherd
- 2000: JAG – Wojskowe Biuro Śledcze jako Ellis Burke
- 2000: Frasier jako Bob Vernon
- 2002: Philly jako Robert Chasen
- 2003: JAG – Wojskowe Biuro Śledcze jako Older Ron Graham
- 2005: Podkomisarz Brenda Johnson jako sędzia
- 2007: Dowody zbrodni jako Will Paige '07
- 2009: Ostry dyżur jako Fred Thunhurst